# Ramón del Hoyo López

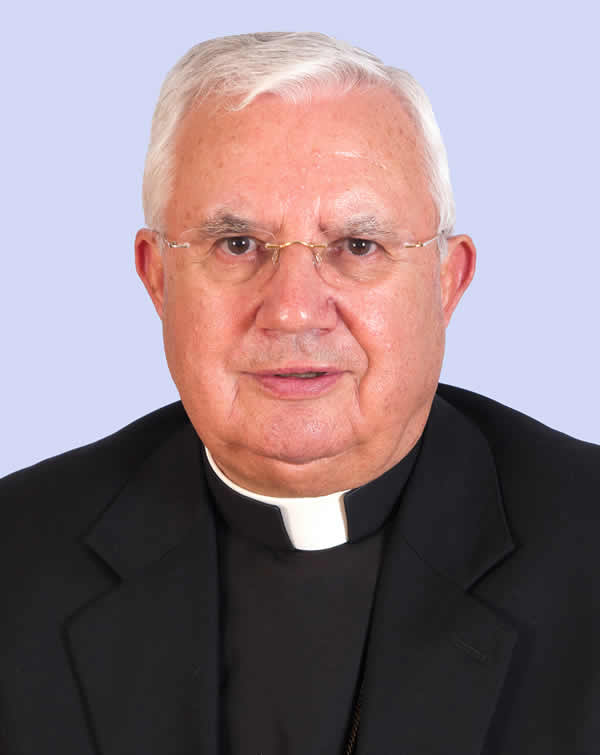
Bischof Ramón del Hoyo López.

Wappen von Ramón del Hoyo López

Ramón del Hoyo López (* 4. September 1940 in Arlanzón) ist ein spanischer Geistlicher und emeritierter römisch-katholischer Bischof von Jaén.

## Leben
Ramón del Hoyo López empfing am 5. September 1965 die Priesterweihe.
Papst Johannes Paul II. ernannte ihn am 26. Juni 1996 zum Bischof von Cuenca. Der Apostolische Nuntius in Spanien und Andorra, Erzbischof Lajos Kada, spendete ihm am 15. September desselben Jahres die Bischofsweihe; Mitkonsekratoren waren Francisco Álvarez Martínez, Erzbischof von Toledo, und José Guerra Campos, Altbischof von Cuenca. Als Wahlspruch wählte er In nomine Tuo.
Am 19. Mai 2005 wurde er zum Bischof von Jaén ernannt und am 2. Juli desselben Jahres in das Amt eingeführt.
Papst Franziskus nahm am 9. April 2016 seinen altersbedingten Rücktritt an.